# Формиат меди(II)
Формиат меди(II) — неорганическое соединение,
соль меди и муравьиной кислоты с формулой Cu(HCOO)2, синие кристаллы, растворяется в воде, образует кристаллогидраты.

## Получение
Может быть получен реакцией меди и муравьиной кислоты в присутствии окислителя:
{\displaystyle {\ce {Cu + 2HCOOH + O2 -> Cu(HCOO)2 + H2O}}}
Также, может быть получен реакцией нейтрализации:
{\displaystyle {\ce {CuO + 2HCOOH -> Cu(HCOO)2 + H2O}}}
{\displaystyle {\ce {Cu(OH)2 + 2HCOOH -> Cu(HCOO)2 + 2H2O}}}
Однако, одним из наиболее эффективных методов лабораторного получения вещества является взаимодействие муравьиной кислоты с дигидроксикарбонатом меди(II):
{\displaystyle {\ce {(CuOH)2CO3 + 4HCOOH -> 2Cu(HCOO)2 + 3H2O + CO2 ^}}}

## Физические свойства
Формиат меди(II) образует синие кристаллы. Растворяется в воде и этаноле. В горячей воде подвергается гидролизу.
Образует кристаллогидраты состава Cu(HCOO)2•nH2O, где n = 2 и 4.

## Химические свойства
Ввиду своего ионного состава, проявляет свойства, характерные для соли меди и формиат-иона. Например, катион меди возможн связать в комплекс или осадить:
{\displaystyle {\ce {Cu(HCOO)2 + Na2H2EDTA -> [CuH2EDTA] + 2HCOONa}}}
{\displaystyle {\ce {Cu(HCOO)2 + Na2S -> CuS v + 2HCOONa}}}
Разлагается достаточно сложно и ступенчато, однако в конце остаются углекислый газ, медь и некоторые количества муравьиной кислоты. Реакция происходит при приблизительно 200 градусах Цельсия:
{\displaystyle {\ce {Cu(HCOO)2 ->[t] Cu + 2 CO2 ^ + H2 ^}}}
{\displaystyle {\ce {Cu(HCOO)2 + H2 ->[t] Cu + 2HCOOH ^}}}
Общая реакция:
{\displaystyle {\ce {2Cu(HCOO)2 ->[t] 2Cu + 2CO2 ^ + 2HCOOH ^}}}
Однако, ввиду того, что муравьиная кислота сама склонна разлагаться, в ходе реакции также могут быть высвобождены продукты её разложения, например, угарный газ, водород и вода.

## Токсичность
В основном, токсичность соединения исходит от иона меди. Потребление вещества в больших дозах может вызать рвоту и отравление медью, однако медь сама по себе не очень ядовита для человека.
Вместе с тем, медь чрезвычайно ядовита по отношению к водным существам и весьма ядовита по отношению к грибам (фунгицид).